# 집 없는 소녀 펠리네
집 없는 소녀 펠리네(ペリーヌ物語)는 닛폰 애니메이션의 세계명작극장 시리즈이다. 세계명작극장 시리즈에서 4번째 작품이다. 그것은 엑토르 말로의 프랑스 소설 집 없는 소녀 (원제: En Famille; 영어번역: Nobody's Girl)를 바탕으로 한다. 1978년 1월 1일부터 1978년 12월 31일까지 53화로 방영되었다. 
대한민국에서는 1982년 9월 7일부터 1983년 3월 22일까지 MBC를 통해 방영되었다.

## 줄거리
페리느 판다보아느는 인도계 어머니인 마리와 프랑스인 아버지 에드몬의 딸이다. 죽기 전에 에드몬은 그의 아내와 페리느에게 자신의 고향 마로코트, 페리느의 할아버지 뷜프란이 공장과 가족 맨션을 소유하고 있는 곳으로 돌아가라고 한다. 페리느와 그녀의 어머니는 프랑스 여행을 위해 여행 사진 스튜디오를 운영한다. 파리에 도착하면 마리는 병이든다. 그들은 약물 치료에 소비해야하는 모든 것을 팔지만, 마리는 결국 사망한다. 그녀는 죽을 때 페리느가 할아버지의 환영을 기대해서는 안된다는 것을 보여준다. 뷜프란은 에드몬의 결혼에 강력하게 반대했고 페리느를 혐오한다.

## 등장인물
- 페리느 판다보아느
- 뷜프란 판다보아느
- 마리 판다보아느
- 에드몬 판다보아느
- 로잘리
- 세자르
- 폴

## 방영목록
제1화 거리의 사진사
제2화 머나먼 길
제3화 펠리네의 지혜
제4화 두사람의 어머니
제5화 서커스 소년
제6화 술취한 당나귀
제7화 미운 동업자
제8화 카메라 도둑
제9화 바론의 공훈
제10화 두사람의 관객
제11화 알프스를 넘어서
제12화 아음다운 나라에서
제13화 프랑스여 프랑스여
제14화 어머니의 결의
제15화 파리의 하숙생활
제16화 시몬아저씨
제17화 파리의 지붕밑
제18화 안녕 파리마르
제19화 엄마가 남긴 말씀
제20화 외로운 나그네 길
제21화 웃을수 없는 사람들
제22화 아름다운 무지개
제23화 바론의 충성
제24화 친절한 리쿠리 아줌마
제25화 파리 나의 파리
제26화 여직공 펠레네
제27화 싸늘한 얼굴
제28화 펠리네가 만든 신발
제29화 오두막집의 손님
제30화 내 이름은 비밀
제31화 대오름의 지갑사건
제32화 잊을수 없는 하루
제34화 편지의 비밀
제35화 불안과 기쁨
제36화 할아버지의 손
제37화 원피스 이야기
제38화 인도에서 온 편지
제39화 바론의 재난
제40화 궁전같은 집
제41화 오해
제42화 고백
제43화 대고모의 욕심
제44화 절망적인 소식
제45화 죽음과 슬픔
제46화 닮은얼글
제47화 사랑하는 마음
제48화 기쁨의 눈물
제49화 첫눈이 내리던 날
제50화 할아버지의 눈
제51화 목숨을 건 수술
제52화 행복한 크리스마스
제53화 또다시 봄(최종회)